# Сьерра-леонско-французские отношения
Сьерра-леонско-французские отношения — двусторонние дипломатические отношения между Францией и Сьерра-Леоне. Отношения между двумя странами были установлены 27 апреля 1961 года.

## История отношений
Дипломатические отношения между Сьерра-Леоне и Францией были установлены 27 апреля 1961 года.
После закрытия посольства Франции во Фритауне в 1996 году посольство Франции в Гвинее также обслуживало Сьерра-Леоне. Но через время посольство Франции опять открылось во Фритауне. Посольство Сьерра-Леоне во Франции нет, но Францией аккредитовано  посольство в Брюсселе, столице Бельгии. Сьерра-Леоне рассматривает возможность открытия посольства в Париже. Последний визит в Сьерра-Леоне французского министра датируется мартом 2001 года. Президент Эрнест Бай Корома возглавил делегацию Сьерра-Леоне на Елисейском саммите за мир и безопасность в Африке, который был организован в Париже 6–7 декабря 2013 года. Это был первый визит во Францию президента Сьерра-Леоне.

## Торговля
В 2017 году товарооборот между Францией и Сьерра-Леоне составил 39,4 млн евро.
Экспорт Франции состоит из агропродовольственных товаров (46,7%), механического, электрического, электронного и компьютерного оборудования и машин для извлечения или строительства (32,3%), транспортного оборудования (4,5%) и химикатов, парфюмерии и косметики (4,1%).
Импорт Франции в 2017 году вырос на 6% до 19,59 млн евро, из которых на долю природных углеводородов и других продуктов добывающей промышленности пришлось 24,6%, на транспортное оборудование — 20,3%, на механическое, электрическое, электронное и компьютерное оборудование — 18,8%, на химикаты, парфюмерию и косметику — 11,9%.

## Прямые иностранные инвестиции (ПИИ)
Данные Банка Франции показывают, что в 2016 году объем ПИИ в Сьерра-Леоне составил 107 млн евро, что на 42% больше по сравнению с аналогичным периодом прошлого года, а приток оценивается в 79 млн евро.

## Дипломатические миссии
- У Сьерра-Леоне есть посольство в Брюсселе, Бельгия[3]
- У Франции есть посольство в Фритауне[4]